# 요제프 카를 슈틸러
요제프 카를 슈틸러(독일어: Joseph Karl Stieler, 1781년 11월 1일~1858년 4월 9일)는 독일의 화가이다. 1820년부터 1855년까지 그는 바이에른 국왕들의 궁정 화가로 활동했다. 그는 특히 뮌헨 님펜부르크 궁전의 미인 갤러리에 있는 신고전주의 초상화들로 유명하며, 또한 그의 가장 유명한 작품 중 하나인 루트비히 반 베토벤의 대표 초상화로 유명하다.

## 생애

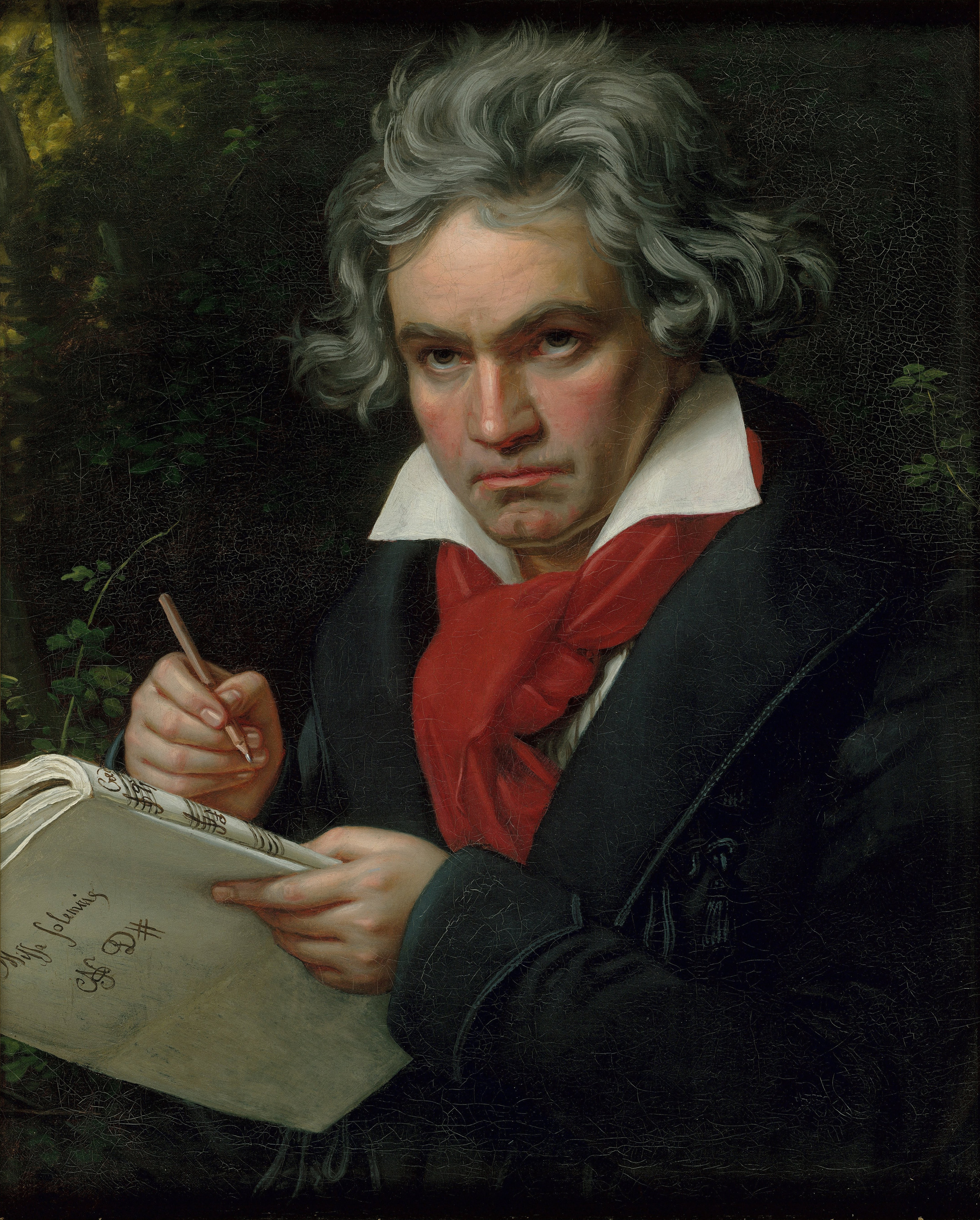
《장엄미사 악보를 든 베토벤》, 1820년, 베토벤 하우스 소장

슈틸러는 1781년 독일 마인츠의 조각가, 펀치커터, 금형 제작자로 구성된 오랜 가문에서 태어났으며, 아버지인 아우구스트 프리드리히 슈틸러(August Friedrich Stieler, 1736~1789)로부터 예술 교육을 받았다. 아버지가 일찍 돌아가신 후, 슈틸러는 독학으로 견습 과정을 마치고 미니어처 화가로서의 경력을 시작했는데, 미니어처 초상화는 부르주아 계층에서 점점 더 인기를 끌었다. 1792년 프랑스 혁명군이 마인츠를 점령한 후, 슈틸러는 추방된 프리드리히 카를 요제프 폰 에르탈 대주교의 궁정을 따라 아샤펜부르크로 갔다. 여기서 슈틸러는 나중에 그의 가장 중요한 후원자이자 스폰서가 된 대주교 카를 테오도르 안톤 마리아 폰 달베르크를 만났다.
1802년부터 1805년까지 그는 초상화가 하인리히 퓌거의 마스터 클래스를 수강하며 빈 미술 아카데미에 다녔다. 슈틸러의 초상화 스타일은 특히 자크루이 다비드의 제자였던 프랑수아 제라르의 파리 아틀리에에서 작업하는 동안 형성되었다. 1808년에 그는 프랑크푸르트에서 초상화가로 독립하여 자리매김했고, 1810년에는 이탈리아로 떠났다. 1812년부터 그는 바이에른의 막시밀리안 1세 요제프 국왕의 궁정에서 일했다.
1816년에 그는 다시 비엔나로 떠나 오스트리아의 프란츠 1세 황제의 초상화를 그렸다. 1820년 2월과 4월 사이에 그는 루트비히 반 베토벤의 초상화를 제작했는데, 이는 오늘날 베토벤의 가장 대표적인 초상화로 여겨진다. 또한 1847년에 그는 바이에른의 루트비히 1세 국왕과의 불륜으로 국왕을 퇴위하게 만들었던 연극 배우 롤라 몬테즈의 초상화를 그렸다.
슈틸러는 1855년에 은퇴하여 바이에른주의 테게른제에 있는 시골집에서 살았으며 그 후 3년 후 뮌헨에서 사망했다. 그의 아들 카를 슈틸러(1842~1885)는 유명한 작가가 되었다.

## 초상화

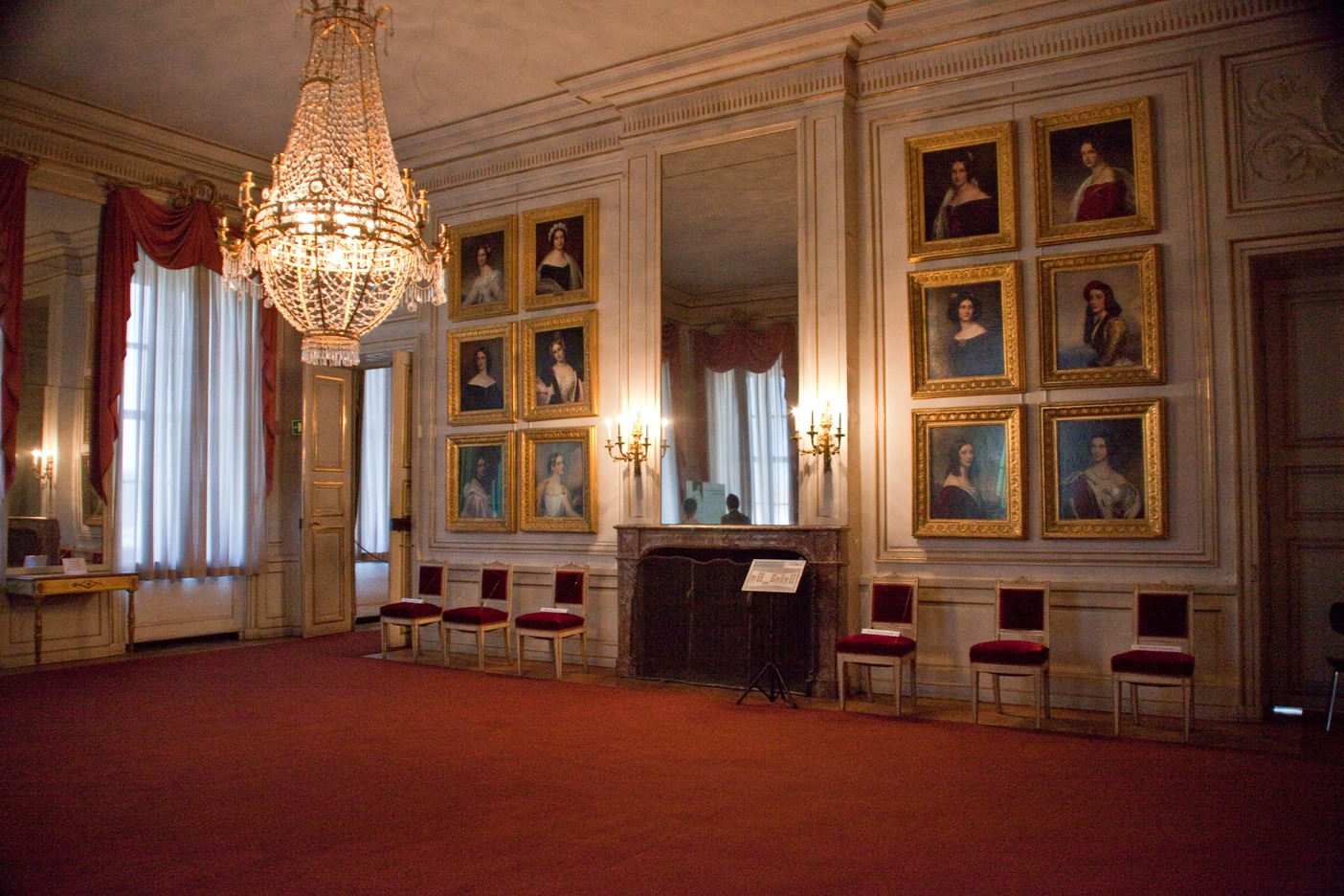
님펜부르크 궁전에 있는 미인의 갤러리

슈틸러는 주로 바이에른 궁정에서 일했다. 님펜부르크 궁전의 Schönheitengalerie 소위 미인의 갤러리에 있는 그의 초상화는 바이에른의 루트비히 1세 국왕의 의뢰로 제작되었다. 또한 슈틸러는 요한 볼프강 폰 괴테, 마담 메레, 아말리 폰 올덴부르크 대공녀, 프리드리히 빌헬름 요제프 셸링, 루트비히 티크 및 알렉산더 폰 훔볼트의 초상화뿐만 아니라 제단화도 그렸다.
슈틸러의 초상화에서 가장 두드러지는 특징은 그가 모델이 된 인물에게 완전히 초점을 맞추어 그린다는 것이다. 장식적인 추가 요소가 없으며, 보는 사람의 주의를 산만하게 하는 것도 없다. 슈틸러는 의도적인 빛과 어둠의 대조를 통해 이러한 집중도를 이루고자 했으며, 무엇보다도 정확하게 묘사된 얼굴 특징을 강조했다.

## 작품

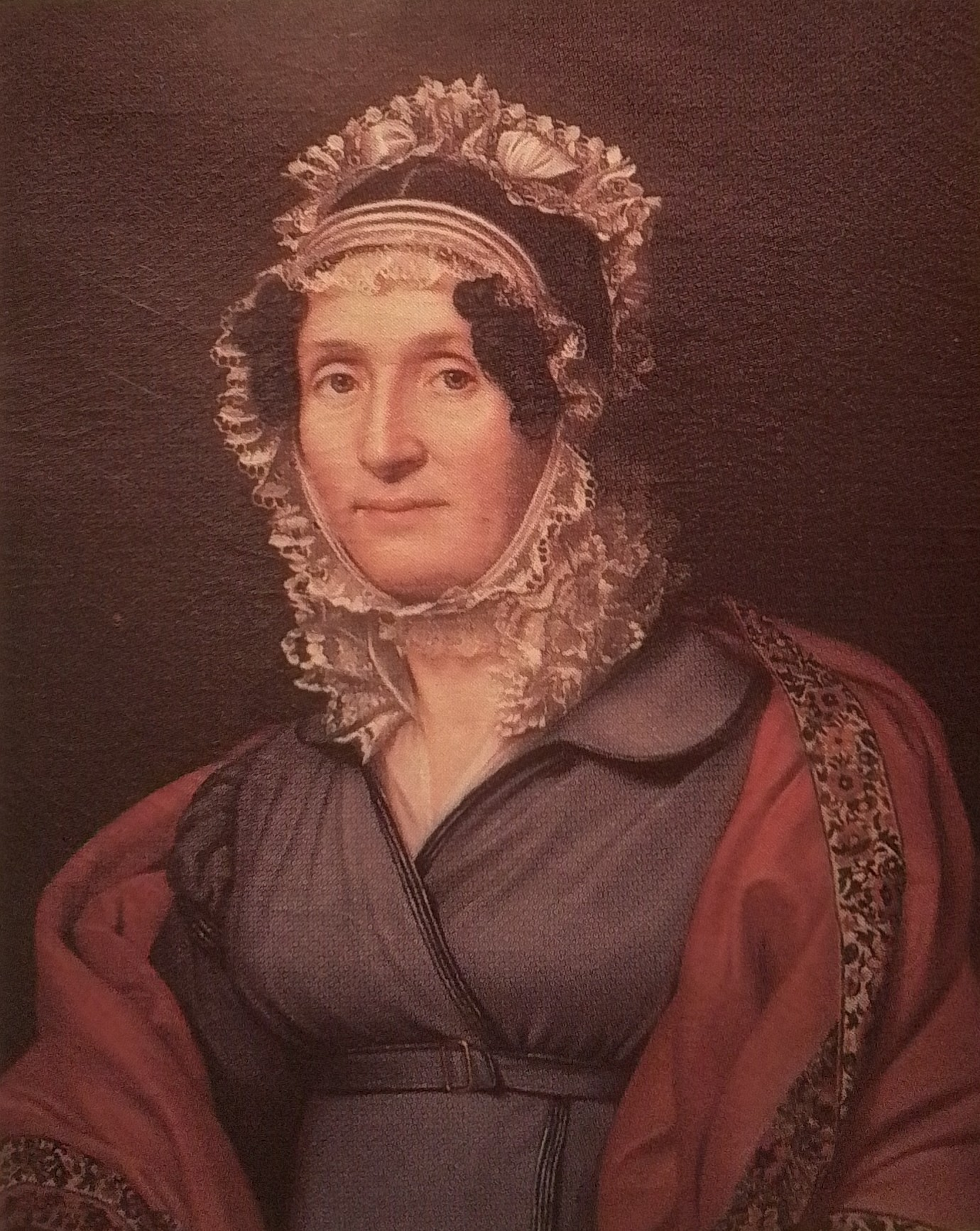
나폴레옹 보나파르트의 어머니 레티치아 보나파르트의 초상화, 1811년
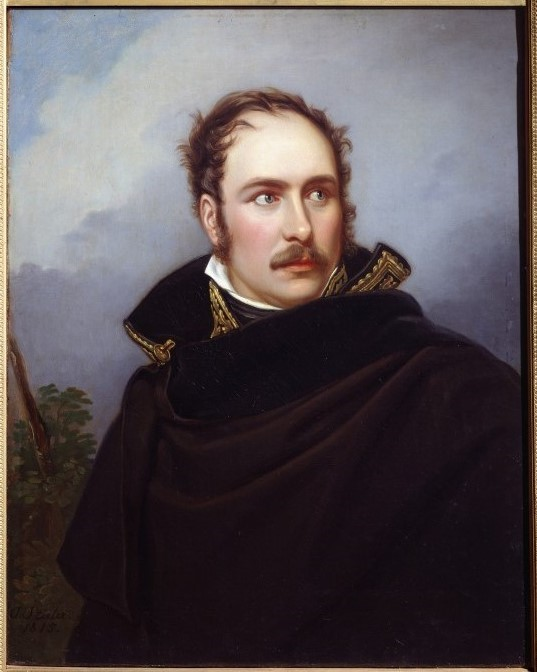
나폴레옹의 의붓아들 외젠 드 보아르네의 초상화, 1815년, 푸시킨 미술관
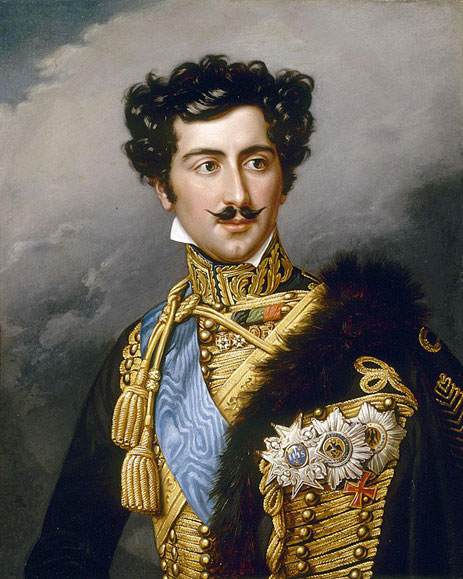
스웨덴의 오스카르 왕세자의 초상화, 1823년
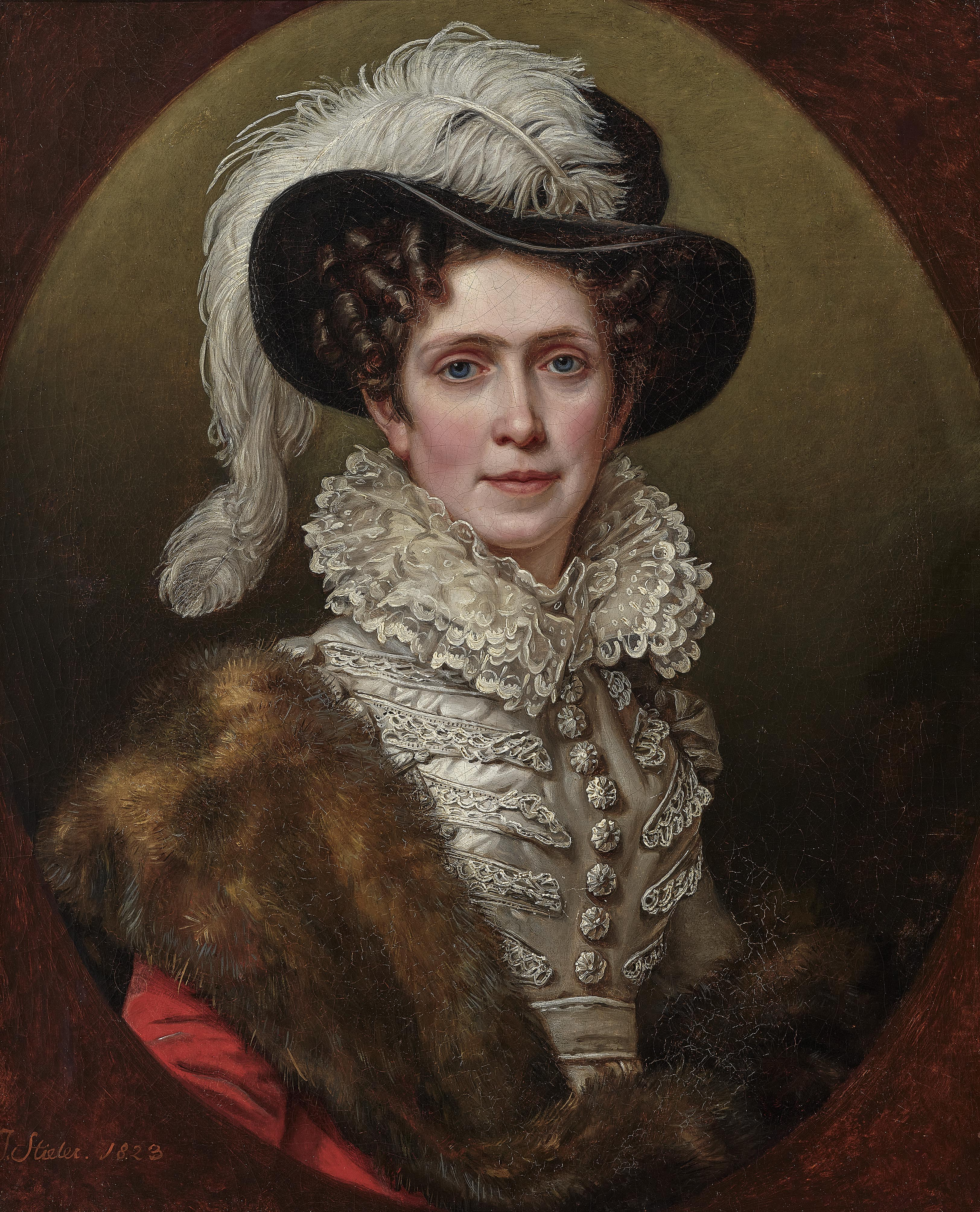
카롤리네 폰 바덴 대공녀의 초상화, 1823
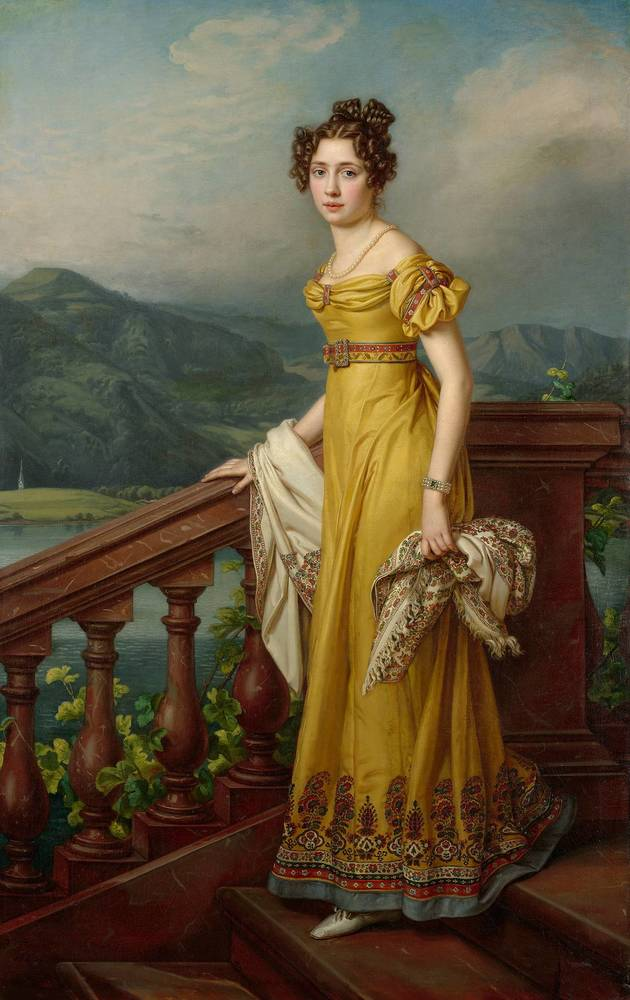
아멜리에 아우구스트 폰 바이에른의 초상화, 1823년
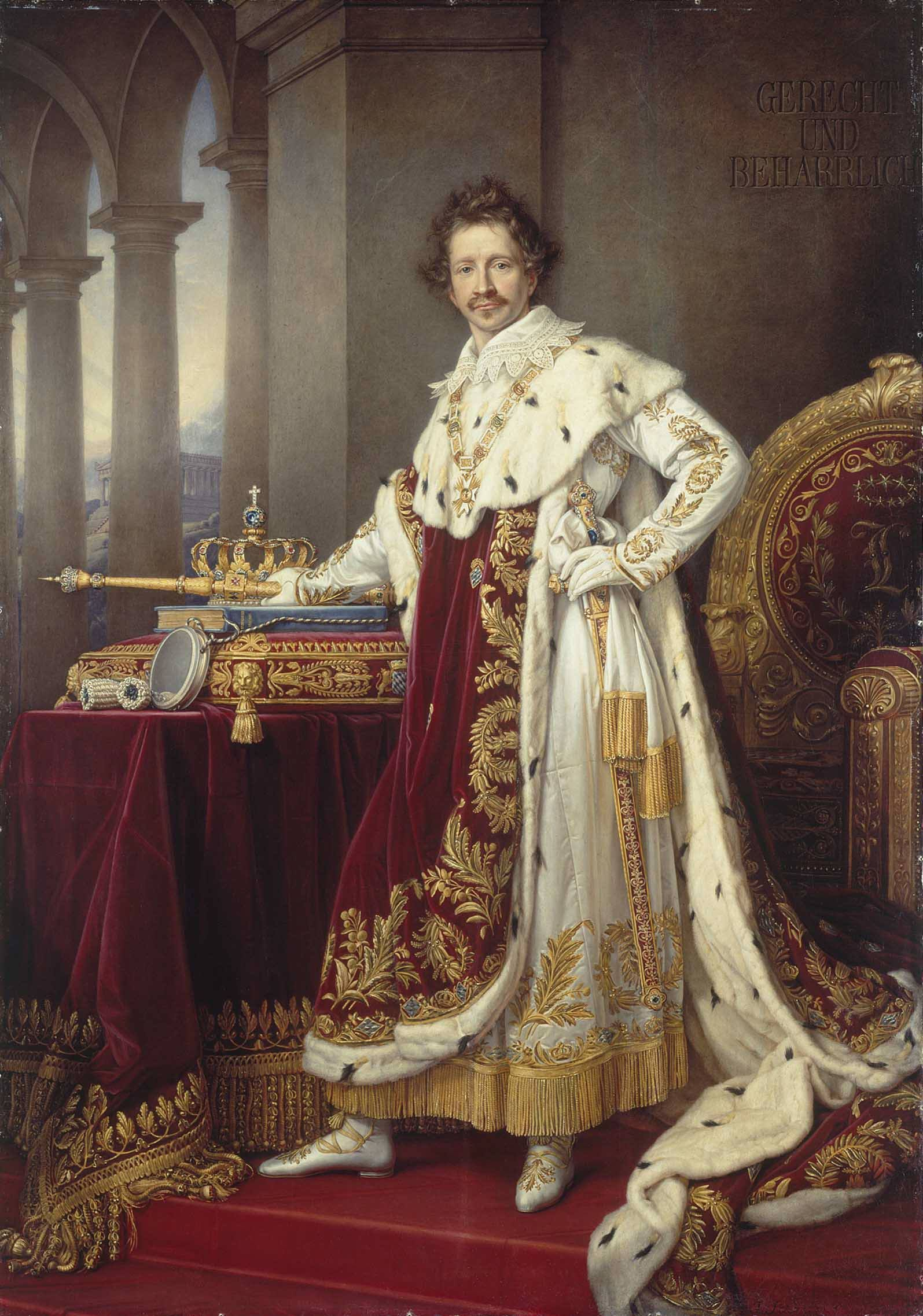
바이에른의 루트비히 1세의 초상화, 1826년
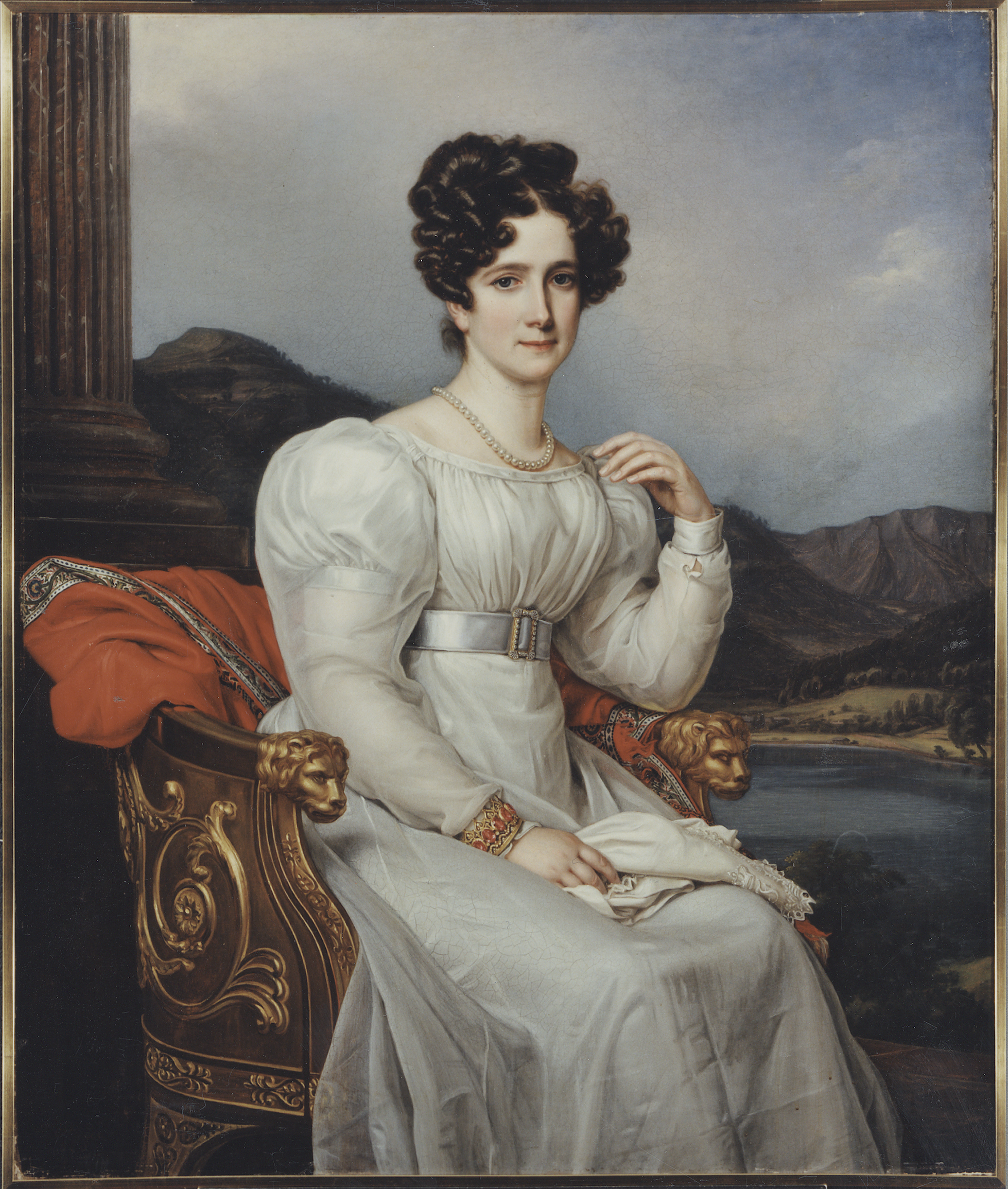
바덴의 프레데리케의 초상화, 1826년
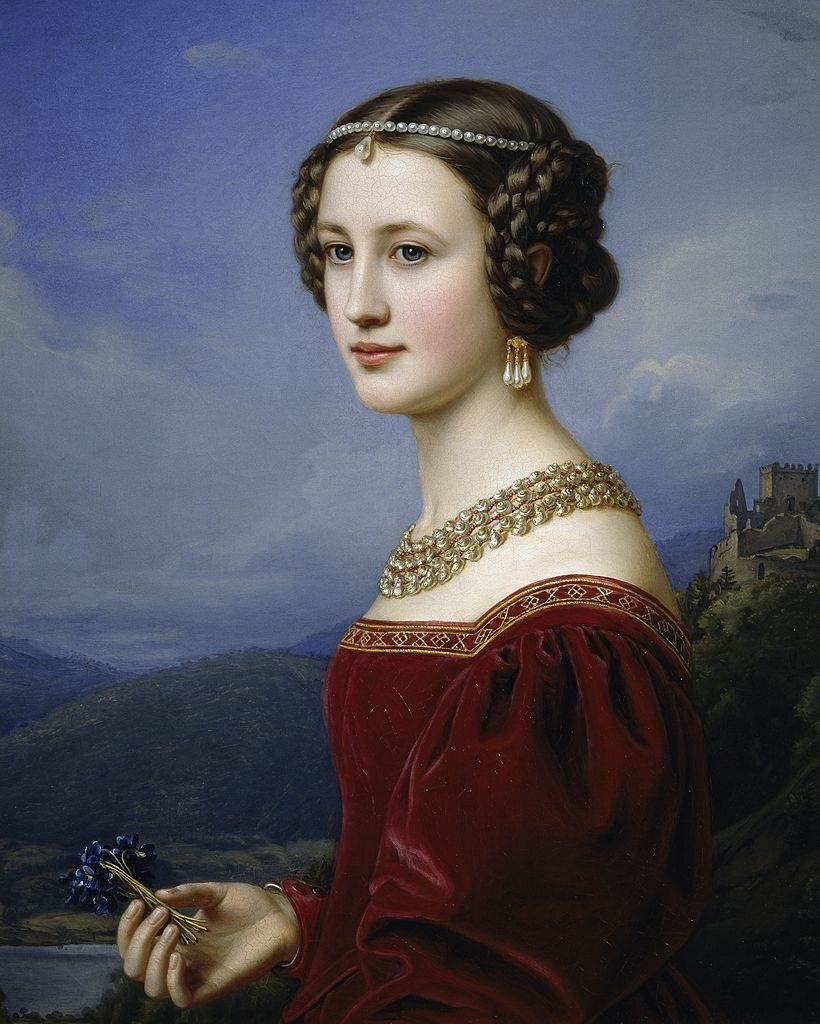
안토니에타 코르넬리아 베터린의 초상화, 1828년, 님펜부르크궁
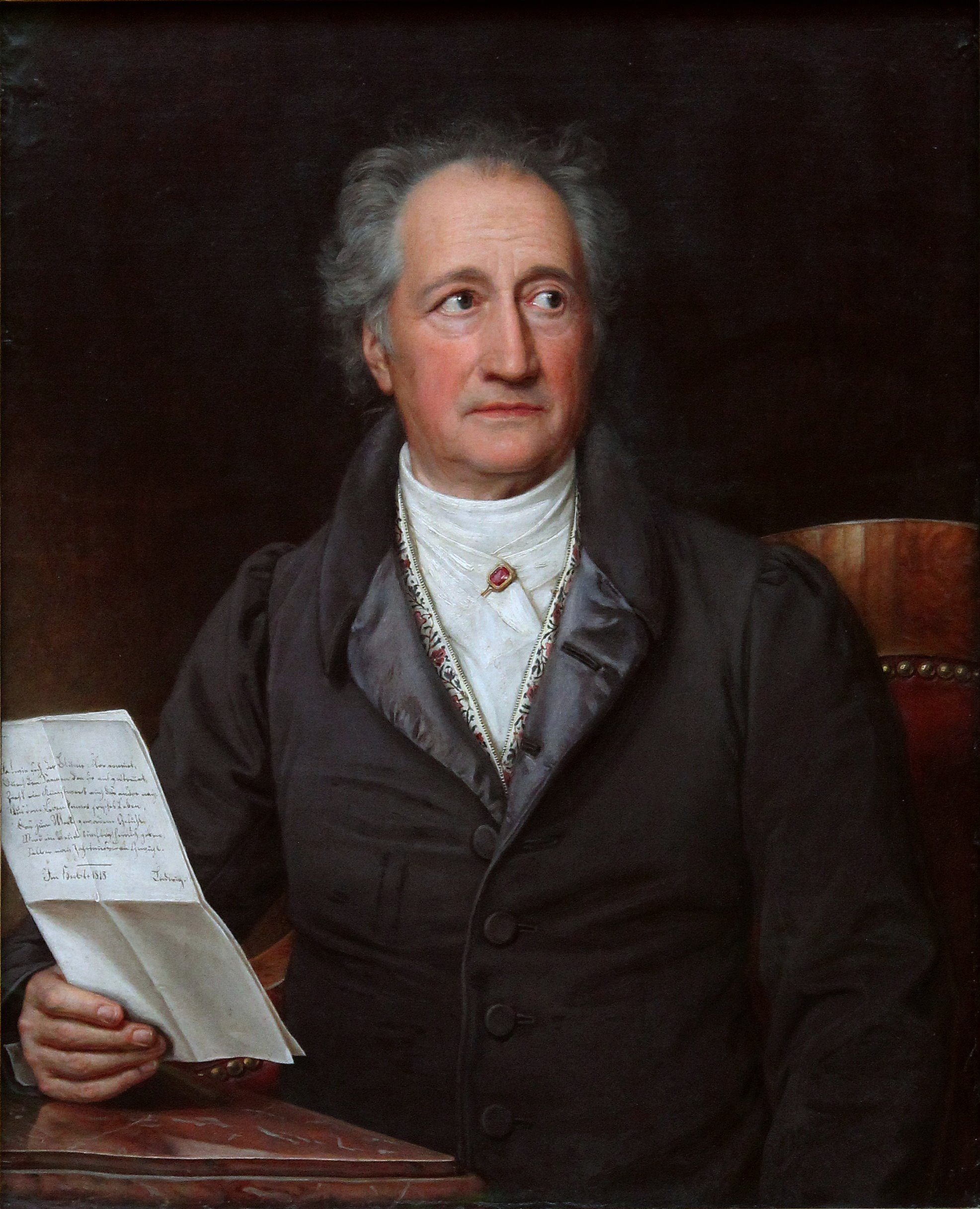
요한 볼프강 폰 괴테의 초상화, 1828년
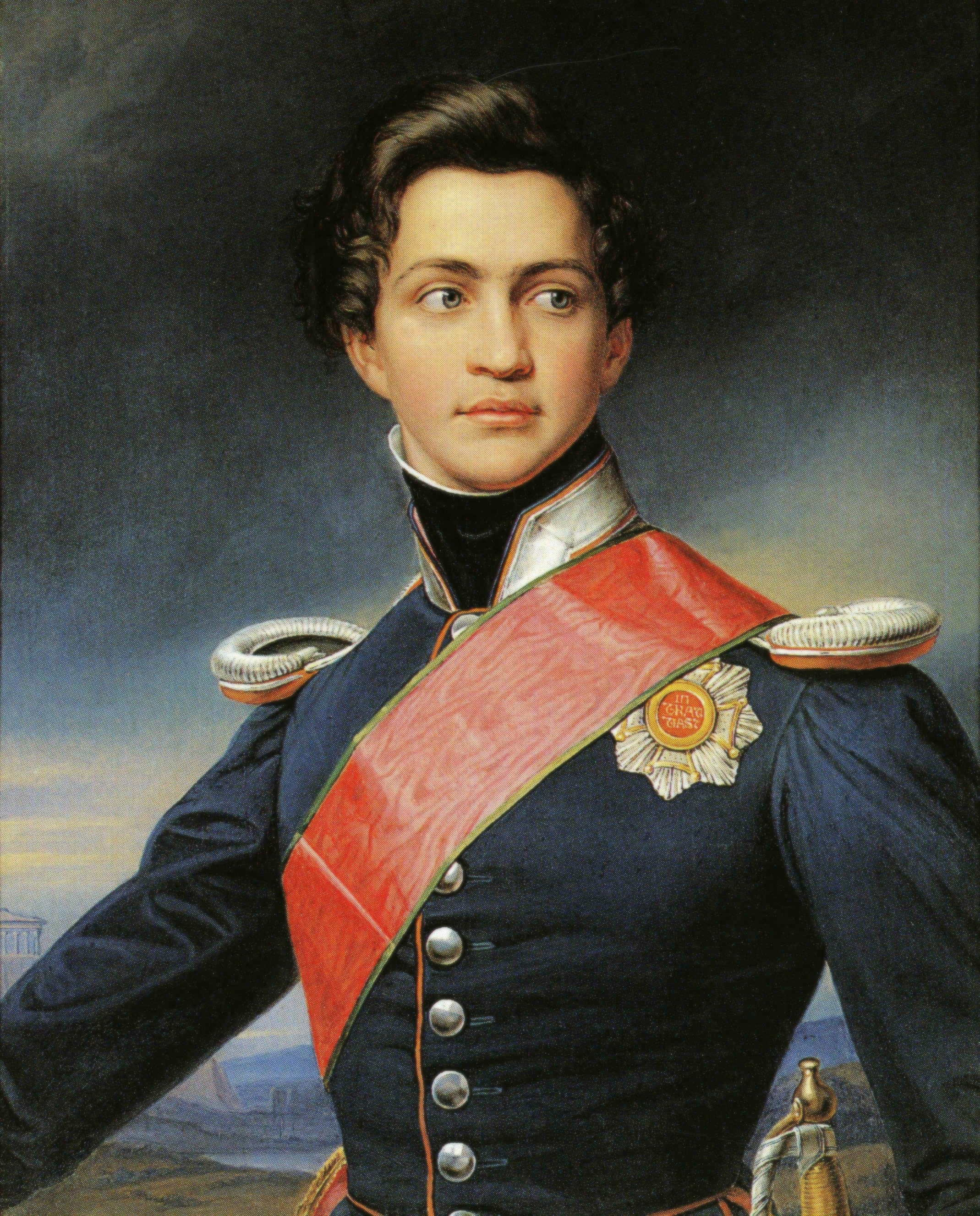
그리스의 오톤의 초상화, 1833년
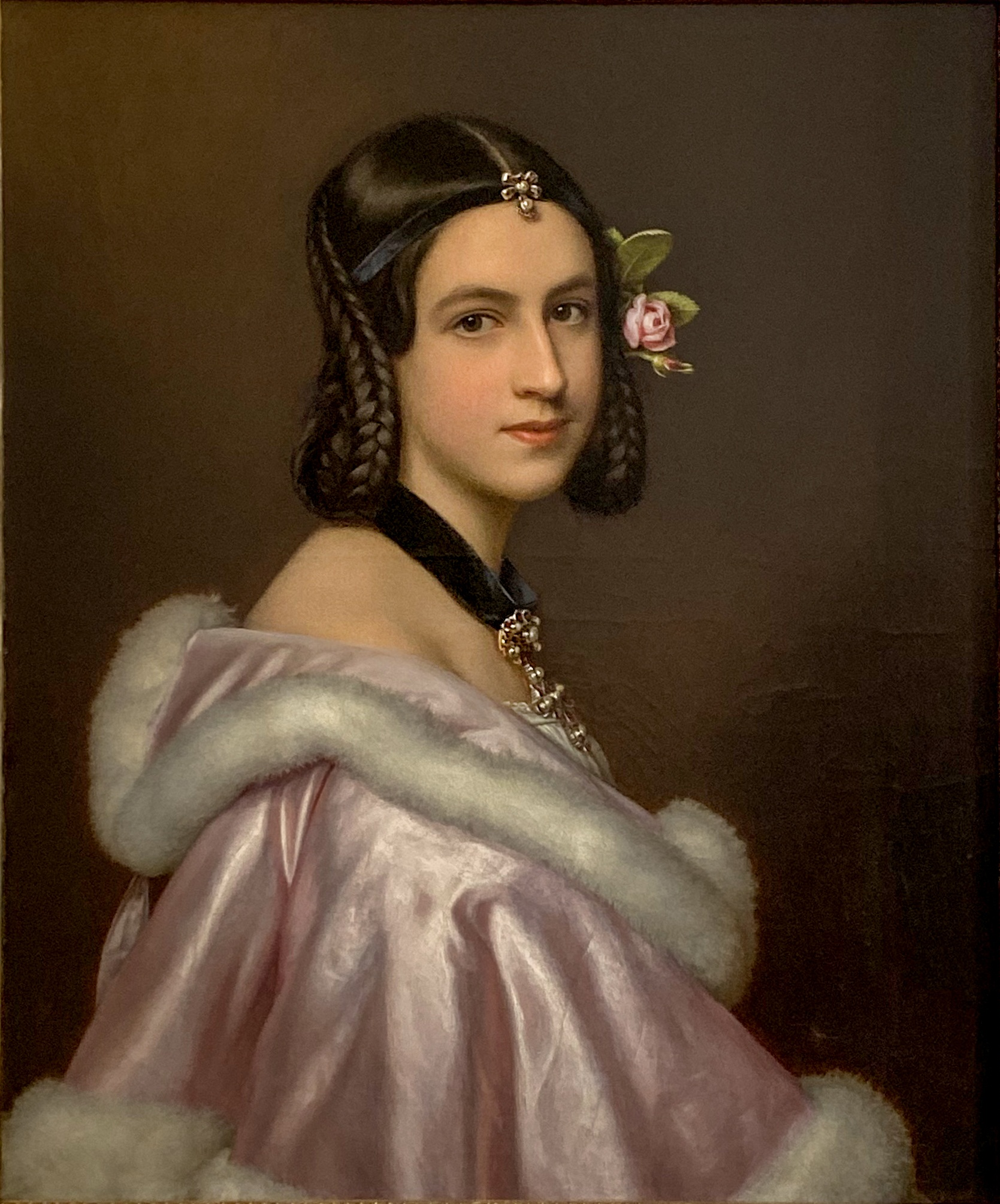
제인 어스킨의 초상화, 1837년
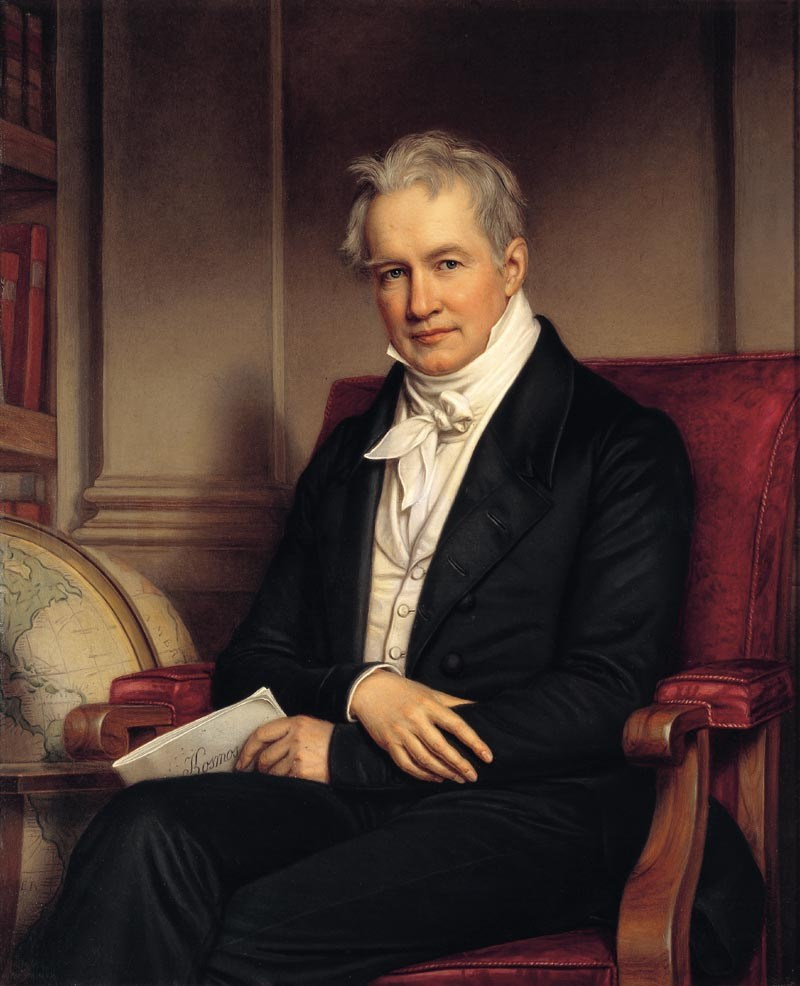
알렉산더 폰 훔볼트의 초상화, 1843년
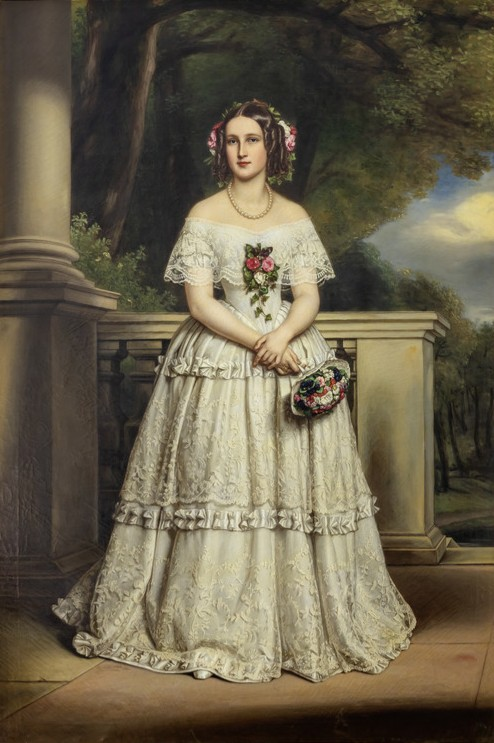
슈바르츠부르크루돌슈타트의 엘리자베트 공주의 초상화, 1852년